# Alvan Morvan Rosius
Alvan Morvan Rosius, előadói nevén: Alvan (Lorient, 1993. március 17. –) francia zenész, a 2022-es Eurovíziós Dalfesztiválon Torinóban az Ahez együttessel közösen képviselték Franciaországot Fulenn című dalukkal.

## Diszkográfia
EP
- 2016: Home

### Kislemezek
- 2016: Dame de cœur
- 2016: Kangei
- 2016: Pure
- 2016: Bodhyanga
- 2016: Sanzel
- 2017: Amazone
- 2018: Damiana (kzm.: Velvet)
- 2019: Indolove (kzm.: Keybeaux)
- 2019: Move On
- 2021: Anything
- 2022: Fulenn (kzm.: Ahez)